# ヘナン・ヒベイロ
ヘナン・ヒベイロ（ポルトガル語: Renan Ribeiro、1990年3月23日 - ）は、ブラジルのサッカー選手。ポジションはGK。元ブラジル代表。

## クラブ歴
アトレチコ・ミネイロでトップチームに昇格、2010年9月26日に初出場。彼の抜群のパフォーマンスがドリヴァウ・ジュニオール監督を魅了しプロ初年度ながら正ゴールキーパーとなった。
2013年5月にサンパウロFCと仮契約し、翌月移籍した。しかし、2015年に入るまで出場機会は無かった。
2018年にポルトガル・プリメイラ・リーガのGDエストリル・プライアに移籍。
2018年8月にスポルティングCPにレンタル移籍。その後完全移籍となった。
2022年7月26日、アル・アハリ・サウジFCに移籍。

## タイトル
アトレチコ・ミネイロ
- カンピオナート・ミネイロ: 2010, 2012

スポルティング
- タッサ・ダ・リーガ: 2018-19
- タッサ・デ・ポルトガル: 2018-19